# Walby
Walby – przysiółek w Anglii, w Kumbrii. W 1870-72 przysiółek liczył 40 mieszkańców.